# Stazione di Shinsen
La stazione di Shinsen (神泉駅?, Shinsen-eki) è una stazione ferroviaria di Tokyo, situata nel quartiere di Shibuya, a 0,5 km di distanza dal capolinea di Shibuya.

## Linee
- Keiō Corporation
  - ● Linea Keiō Inokashira

## Struttura
La stazione è dotata di 2 binari con due marciapiedi laterali. Nel 1996 la stazione è stata migliorata e ingrandita, per permettere anche la fermata dei nuovi treni, più lunghi dei precedenti, e per questo i marciapidi sono stati allungati all'interno di un tunnel.
| 1-2 | ■ Linea Inokashira | per Shimo-Kitazawa, Meidaimae, Eifukuchō, stazione di Kichijōji |
| 3-4 | ■ Linea Inokashira | per Shibuya                                                     |

## Stazioni adiacenti
| «                       | Servizio                | »                       |
| Linea Inokashira (IN02) | Linea Inokashira (IN02) | Linea Inokashira (IN02) |
| ----------------------- | ----------------------- | ----------------------- |
| Shibuya                 | Locale                  | Komaba-Tōdaimae         |
| L'Espresso non ferma    |                         |                         |